# Belonia
Belonia est une ville indienne située dans le district du Tripura méridional dans l'État du Tripura, tout près de la frontière avec le Bangladesh.

## Source de la traduction
- (en) Cet article est partiellement ou en totalité issu de l’article de Wikipédia en anglais intitulé « Belonia, India » (voir la liste des auteurs).